# Marea Egee

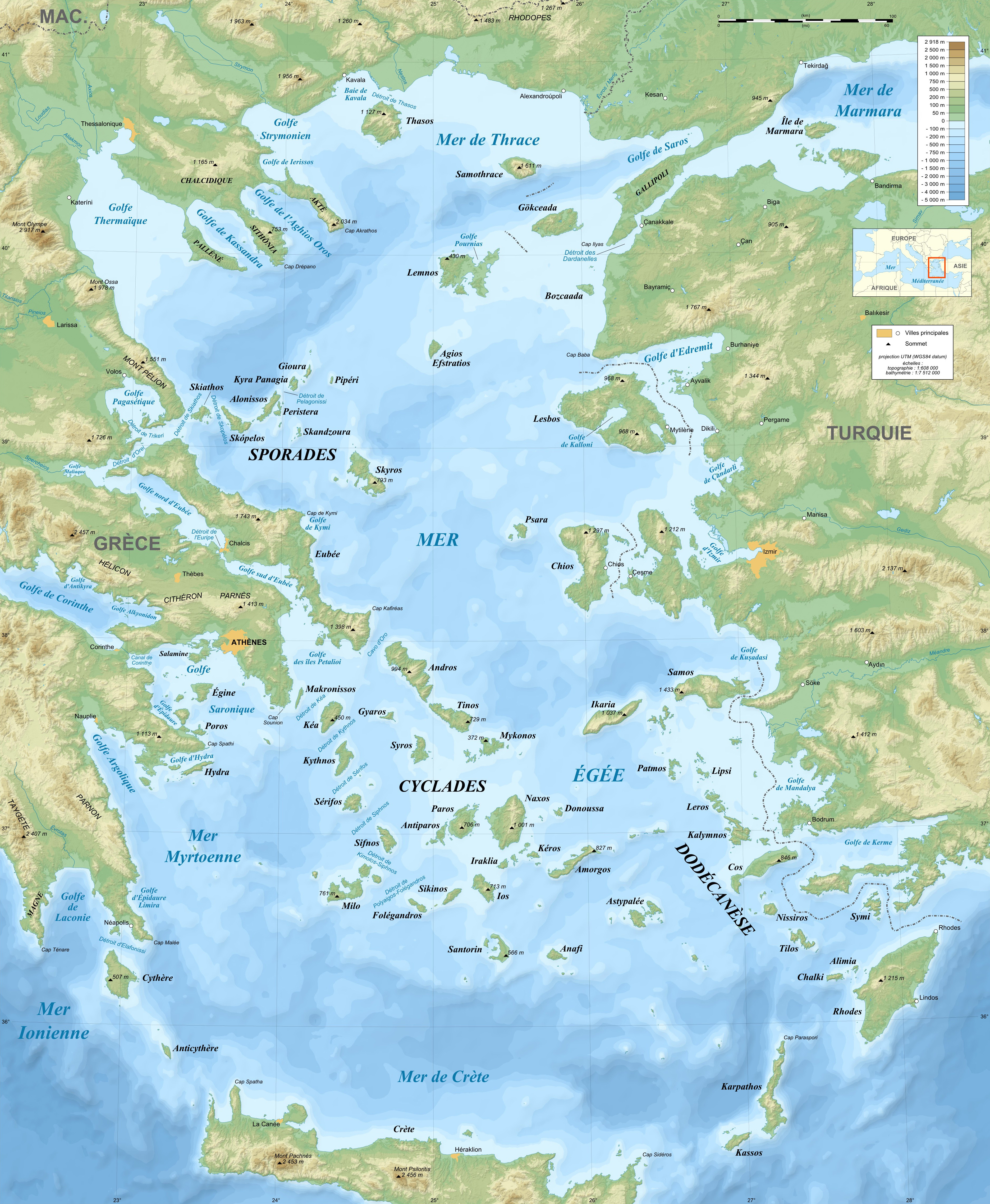
Marea Egee

Marea Egee [edʒeː] (în greacă: Αιγαίο Πέλαγος, pronunție greacă: [eˈʝeo ˈpelaɣos]; în turcă: Ege Denizi Turkish, pronunție turcă: [eɟe denizi]) este un braț al Mării Mediterane, aflat între peninsula grecească și Anatolia. Este legată de Marea Marmara și Marea Neagră prin strâmtorile Dardanele și Bosfor. 
Au existat mai multe teorii privind proveniența numelui de Egee. Se presupune că numele ar putea fi de la  regele Egeu al Atenei, care s-a înecat în mare după ce a crezut că fiul său Tezeu a murit.

## Istorie
În urmă cu aproximativ 6000 de ani, Marea Egee s-a format prin scufundarea punții de pământ dintre Peninsula Balcanică și Asia Mică, punte care a lăsat în locul ei o mulțime de insule și o nouă mare, Marea Tracică (redenumită apoi Marea Egee).
Marea Egee a fost leagănul de naștere a două civilizații antice: civilizația minoică din Creta, și civilizația miceniană din Peloponez. Ulterior au înflorit orașele-state Atena și Sparta, care împreună cu altele au constituit civilizația greacă. Marea Egee a fost controlată apoi, de-a lungul timpului, de perși, romani, bizantini, venețieni, genovezi, turcii selgiucizi și de otomani. Egeea este locul de naștere al democrației și a permis contactul dintre diversele civilizații care s-au dezvoltat în Mediterana de Est.

## Geografie

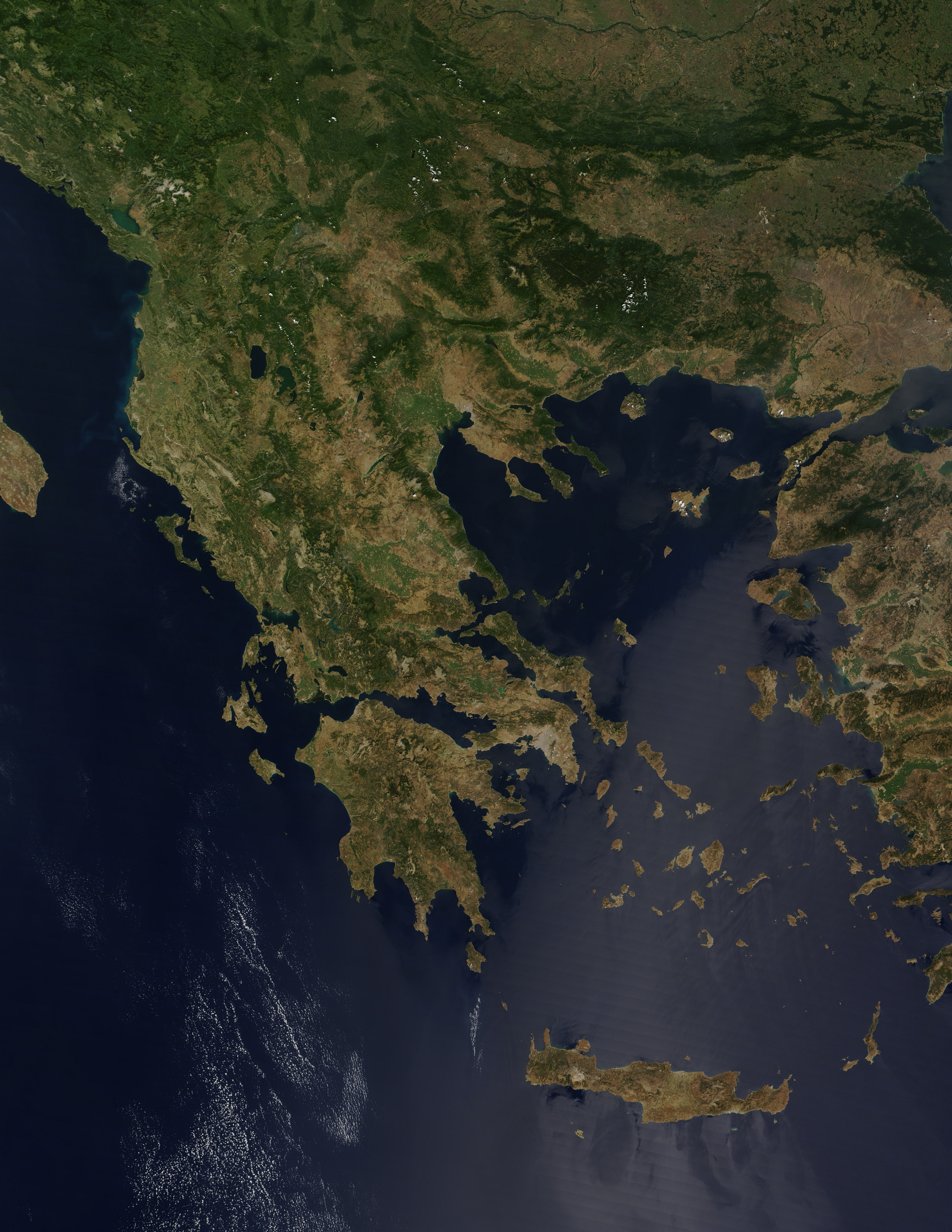
Marea Egee - vedere din satelit

Insulele Egeene se împart în șapte grupuri: 
- Insulele Tracice
- Insulele Est-Egeene
- Sporadele de Nord
- Insulele Ciclade
- Insulele Saronic
- Dodecanezul
- Creta

Marea Egee acoperă o suprafață de aproape 214.000 km²; ea măsoară aproape 610 km de la nord la sud și circa 300 kilometri de la est la vest. Adâncimea maximă este de 3543 metri.

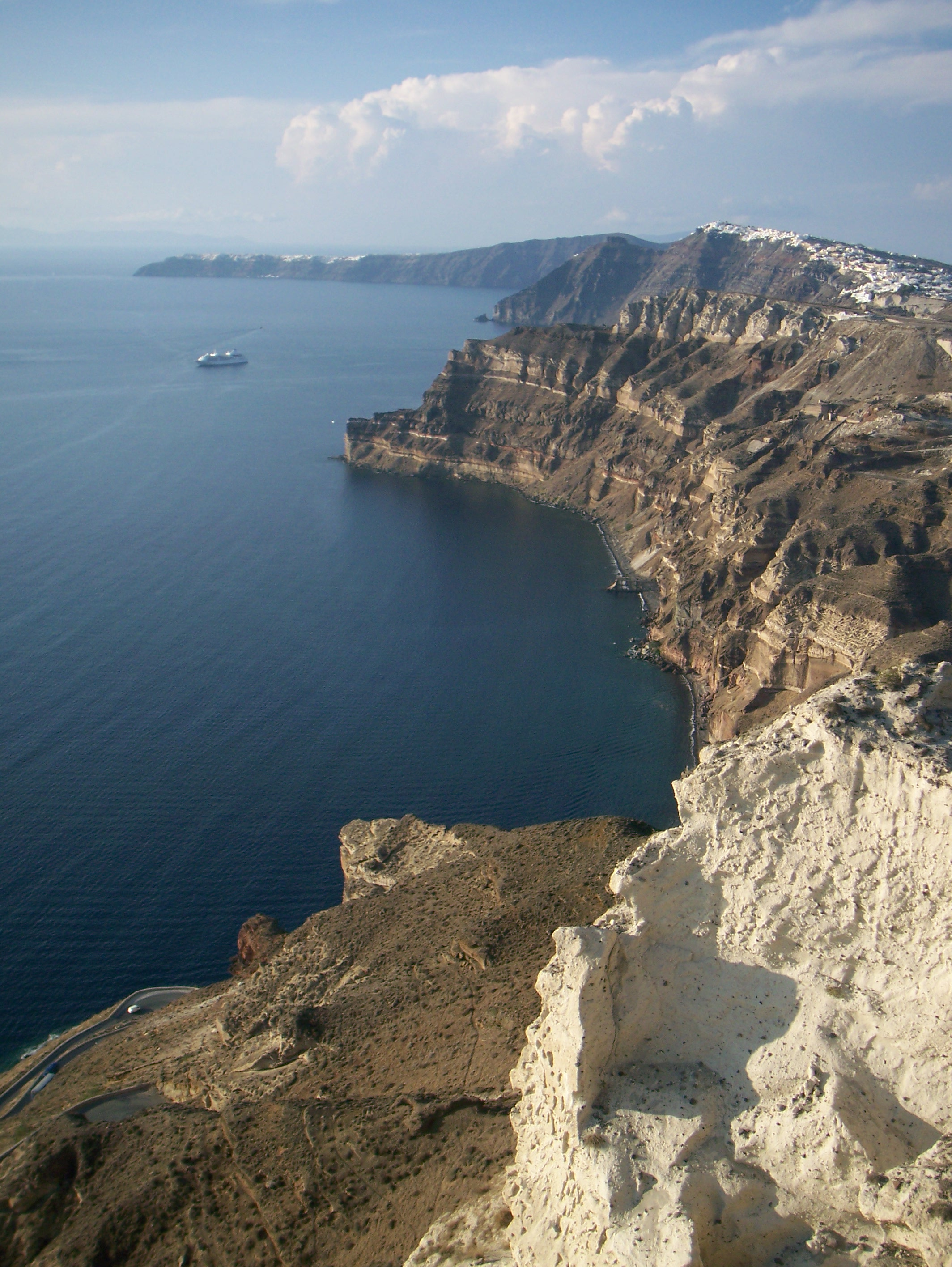
Santorini

Cuvântul arhipelag a fost definit inițial pentru aceste insule. Multe insule sau lanțuri de insule din marea Egee sunt de fapt prelungiri ale munților de pe continent. Un lanț se întinde în mare până la insula Chios, un altul până la Eubeea și Samos, iar un al treilea prin Peloponez și Creta până la Rhodos, despărțind Egeea de Mediterană. Multe insule au porturi și golfuri sigure, însă navigația pe mare este în general dificilă. Unele insule sunt de origine vulcanică, fiind întâlnite zăcăminte de marmură și fier. Există două insule mari, care țin de Turcia: Bozcaada (în greacă: Τένεδος Tenedos) și Gökçeada (în greacă: Ίμβρος Imvros). Majoritatea insulelor însă (95%) aparțin Greciei, Marea Egee putând fi practic considerată ca o mare interioară a acesteia, sursă de numeroase conflicte diplomatice și chiar militare dintre Grecia și Turcia.